# Africa (diocesi)
La diocesi d'Africa (latino: Dioecesis Africae) era una diocesi del tardo Impero romano, che si estendeva sulle province del Nord Africa, escluso l'Egitto.

## Storia
La sua capitale era Cartagine, ed era subordinata alla Prefettura del pretorio d'Italia.
La diocesi comprendeva le province dell'Africa proconsolare (anche nota come Zeugitana), Byzacena, Mauretania Sitifensis, Mauretania Caesariensis, Numidia e Tripolitania. 
La diocesi fu istituita in seguito alle riforme provinciali volute da Diocleziano e Costantino negli ultimi anni del III secolo e all'inizio del IV secolo e continuò a esistere fino all'invasione vandalica dell'Africa (anni 430). 
La diocesi cessò di esistere nel 439, quando Cartagine cadde in mano ai Vandali; alcune delle sue province (le Mauritanie e parte della Numidia oltre alla Tripolitania) furono restituite ai Romani nel 442, ma furono di nuovo perdute in seguito al sacco di Roma del 455, allorché i Vandali conquistarono l'intera costa del Nord Africa, nonché Sicilia, Sardegna, Corsica e Baleari. 
Le sue province rimasero in mano vandalica fino alla riconquista romana del Nord Africa a opera dell'imperatore Giustiniano I; dopo essere state riconquistate dai Romani, le province del Nord Africa furono nuovamente raggruppate, questa volta non in una diocesi ma nella prefettura del pretorio d'Africa.

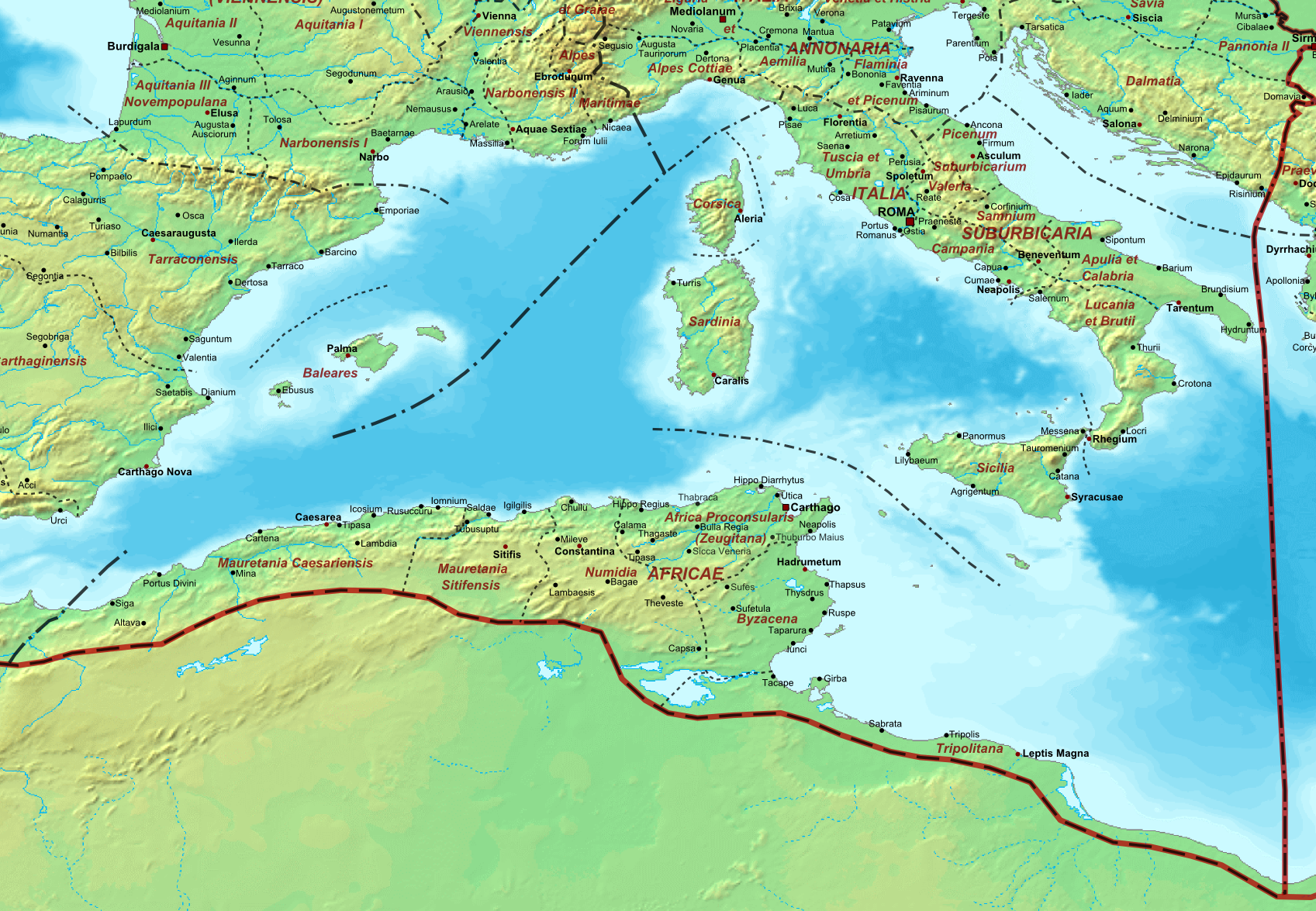
La diocesi dell'Africa nel 400.

## Vicarii dell'Africa
- Fabio Aconio Catullino Filomazio (338-339)
- Giulio Ebulida (344)
- Martiniano (358)
- Virio Nicomaco Flaviano (376-377)
- Alfenio Ceionio Giuliano signo Camenio (381)
- Dominatore (398–399)[1]
- Ceciliano (404)
- Gaudenzio (409)
- Macedonio (413/414)[2]
- Bonifacio (?–432)